# Gladys Cherono
Gladys Cherono Kiprono (Kericho, 12 maggio 1983) è una mezzofondista e maratoneta keniota, medaglia d'argento nei 10000 metri piani ai Mondiali di Mosca 2013.

## Palmarès
| Anno | Manifestazione             | Sede       | Evento        | Risultato | Prestazione | Note                                     |
| ---- | -------------------------- | ---------- | ------------- | --------- | ----------- | ---------------------------------------- |
| 2012 | Campionati africani        | Porto-Novo | 5000 m piani  | Oro       | 15'40"04    | Record dei campionati                    |
| 2012 | Campionati africani        | Porto-Novo | 10000 m piani | Oro       | 32'41"40    |                                          |
| 2013 | Mondiali                   | Mosca      | 10000 m piani | Argento   | 30'45"17    |                                          |
| 2014 | Mondiali di mezza maratona | Copenaghen | Individuale   | Oro       | 1h07'29"    | Miglior prestazione personale stagionale |
| 2014 | Mondiali di mezza maratona | Copenaghen | A squadre     | Oro       | 3h23'05"    |                                          |

## Campionati nazionali
2005
- Eliminata in semifinale ai campionati kenioti, 5000 m piani - 16'16"8

2007
- Eliminata in semifinale ai campionati kenioti, 5000 m piani - 16'03"8

2008
- Bronzo ai campionati kenioti, 5000 m piani - 15'57"31

2012
- Oro ai campionati kenioti, 5000 m piani - 15'39"5

2015
- 6ª ai campionati kenioti, 10000 m piani - 32'24"10

2022
- 6ª ai campionati kenioti, 10000 m piani - 33'23"8

## Altre competizioni internazionali
2004
- Argento alla Mezza maratona di Albacete ( Albacete) - 1h14'16"

2005
- Oro alla Mezza maratona di Granollers ( Granollers) - 1h13'26"
- Bronzo alla Mezza maratona di Torrevieja ( Torrevieja) - 1h13'59"

2007
- Argento alla Mezza maratona di Reims ( Reims) - 1h11'31"

2008
- Bronzo alla Mezza maratona di Porto ( Porto) - 1h10'42"
- Oro alla Mezza maratona di Reims ( Reims) - 1h11'42"

2009
- Oro alla Mezza maratona di Valladolid ( Valladolid) - 1h09'26"
- Argento alla Mezza maratona di Porto ( Porto) - 1h10'29"

2011
- Oro alla Mezza maratona di Zhuhai ( Zhuhai) - 1h10'43"

2012
- Bronzo alla Mezza maratona di Praga ( Praga) - 1h08'18"

2013
- Argento al Golden Spike ( Ostrava), 10000 m piani - 30'29"23
- 5ª al Bauhaus-Galan ( Stoccolma), 3000 m piani - 8'34"0
- Argento alla Mezza maratona di Delhi ( Nuova Delhi) - 1h08'03"
- Oro alla Mezza maratona di Praga ( Praga) - 1h06'48"
- Oro alla World 10K Bangalore ( Bangalore) - 32'03"
- Argento alla BOclassic ( Bolzano) - 16'02"

2014
- Argento alla Mezza maratona di Delhi ( Nuova Delhi) - 1h10'05"
- Oro alla Mezza maratona di Yangzhou ( Yangzhou) - 1h08'16"

2015
- Oro alla Maratona di Berlino ( Berlino) - 2h19'25"
- Argento alla Maratona di Dubai ( Dubai) - 2h20'03"

2017
- 5ª alla Maratona di Boston ( Boston) - 2h27'01"
- Oro alla Maratona di Berlino ( Berlino) - 2h20'23"
- Oro alla Roma-Ostia ( Roma) - 1h07'01"

2018
- Oro alla Maratona di Berlino ( Berlino) - 2h18'11"
- 4ª alla Maratona di Londra ( Londra) - 2h24'10"

2019
- 4ª alla Maratona di Londra ( Londra) - 2h20'52"
- 6ª alla Mezza maratona di Houston ( Houston) - 1h07'07"

2021
- 10ª alla Maratona di Istanbul ( Istanbul) - 2h32'50"